# Friderich Martens
Pour les articles homonymes, voir Martens.
Friderich Martens (1635-1699) est un médecin et un naturaliste allemand célèbre pour son voyage à Spitzberg.

## Biographie
Il s’embarque le 15 avril 1671 comme chirurgien-barbier à bord d’une baleinière, Jonas im Walfisch sous le commandement de Peter Peterson de Frise, afin d’étudier l’histoire naturelle des mers du nord. Il part du Spitzberg le 22 juillet et atteint l’Elbe le 30 août.
Le compte rendu de son voyage, Spitzbergischer oder Grönländischer Reise-Beschreibung, gethan im Jahre 1671, paraît à Hambourg en 1675. Outre la description de la géographie et de la nature, il montre la dure vie sur les bateaux partant pour les mers du nord. Ce livre, rapidement traduit en hollandais, en français et en anglais (en 1695), en italien (en 1680), va être un ouvrage de référence sur ces régions nordiques durant de nombreuses années. Il est ainsi cité abondamment par Jacques-Henri Bernardin de Saint-Pierre (1737-1814) dans ses Harmonies de la nature et par bien d’autres naturalistes. Constantine John Phipps (1744-1792), qui visite les mêmes lieux un siècle plus tard, fait l’éloge de la précision de ses descriptions. Le comte de Lacépède (1756-1825) le cite encore dans son Histoire Naturelle de 1804.